# Cambamba
Cambamba – miasto w Angoli, w prowincji Uíge.